# Jadranski most
Jadranski most preko rijeke Save u Zagrebu izgrađen je 1981. godine po projektu Zvonimira Lončarića. Sagrađen je s namjerom da zamijeni Savski most koji se svojom širinom više nije mogao nositi s prometnim potrebama. Most ima po tri trake za svaki smjer, tramvajsku prugu po sredini i trake za pješake. Most je u osnovnom dijelu kontinuirana konstrukcija sa sedam raspona ukupne duljine 313,7 m. S jedne i druge strane su prilazni vijadukti: sjeverni s jednim rasponom 18,55 m i južni s četiri raspona ukupne duljine 78,40 m.